# TJ DF Horní Suchá
TJ Depos Horní Suchá je sportovní klub působící v moravskoslezské obci Horní Suchá. Tělovýchovná jednota je registrována jako občanské sdružení a v současné době sdružuje 3 oddíly, které celkem čítají okolo 400 členů. Její vznik se datuje na 5. března 1911, od roku 1931 pak vzniká oddíl kopané, jež je největším oddílem TJ.
Předsedou je od roku 2009 Ivan Marini. Tajemníkem a místopředsedou TJ je Jiří Bebenek. Předseda oddílu kopané je Ivan Marini, předseda tenisového oddílu je Vladimír Skácel a předseda ASPV je Ing. Rostislav Uher. Od 1.1. 2010 se název tělovýchovné jednoty mění z TJ Dolu František Horní Suchá na TJ DEPOS Horní Suchá.
Sportovní areál se nachází v severozápadní části obce na v těsné blízkosti katastrálního území města Havířov. Součástí areálu je v roce 2012 kompletně rekonstruovaná správní budova se šatnami, sociálním zařízením, společenským sálem s kapacitou 200 osob, bufetem a správcovským bytem. Dále se v areálu nachází travnaté fotbalové hřiště s krytou tribunou pro 500 sedících diváků, elektronickou světelnou tabulí. V roce 2018 bylo, místo starého škvárového hřiště, vybudováno hřiště s umělým trávníkem III. generace a osvětlením. Součástí areálu je také 6 tenisových kurtů s budovou se sociálním zázemím a centr kurtem s umělým osvětlením.
Fotbalisté TJ Depos Horní Suchá působí v sezóně 2019/2020 v následujících soutěžích:
Muži: Moravskoslezská krajská soutěž 1. B třídy skupiny C
Dorost starší: Moravskoslezský krajský přebor staršího dorostu
Dorost mladší: Moravskoslezský krajský přebor mladšího dorostu
Starší žáci: Moravskoslezský krajský přebor starších žáků
Mladší žáci: Moravskoslezský krajský přebor mladších žáků
Starší přípravka A: Okresní přebor Karviná skupina A
Fotbalová školička: nehraje soutěž, děti připravuje pro utkání mladší přípravky.
Fotbalový oddíl má bohatou historii, v období let 1974 až 1994 se v Horní Suché hrála divize, tehdy 3. nejvyšší soutěž. V přátelských utkáních se setkávali pravidelně s Baníkem Ostrava, poráželi tehdy ligová mužstva Vítkovice, polské GKS Katowice, německou Energii Cottbus aj. V dresu Horní Suché nastupovali borci jako Miroslav Vojkůvka (v lize hrál za Duklu Praha a Baník Ostrava - mistr ligy), Josef Kolečko (v lize hrál za Baník Ostrava - mistr ligy), Halkoci (Baník Ostrava), Křístek, Bialek, Gattnar, Sýkora, Menoušek, Dlouhý, Laslop (v lize Sigma Olomouc a Vítkovice) a mnoho dalších... V letech 1984 a 1988 získali hráči Horní Suché titul mistra ligy v sálové kopané. Někteří z nich pak reprezentovali Československo na Mistrovství světa. Nejznámějšími odchovanci fotbalu v Horní Suché jsou bývalý reprezentant Miroslav Baranek, jež největší aktivní část kariéry odehrál v pražské Spartě, v níž je v současnosti vedoucím A mužstva, a Michal Šlachta, který odehrál v 1. fotbalové lize 164 utkání a vstřelil 11 branek v dresech družstev FC Baník Ostrava, Petra Drnovice, FC Karviná, České Budějovice, Brno a SFC Opava. V současnosti hraje několik odchovanců Horní Suché nejvyšší mládežnické soutěže v dresech MFK Karviná, 1. FC Slovácko a FC Baník Ostrava i v dresu národních mládežnických reprezentací.  

## Oddíly
- fotbalový oddíl
- tenisový oddíl
- ASPV - asociace sportu pro všechny

## Zaniklé oddíly
- baseballový oddíl
- oddíl ledního hokeje
- oddíl šachu
- oddíl karate
- oddíl košíkové
- oddíl boxu
- oddíl softballu
- oddíl volejbalu
- oddíl nohejbalu